# Opera of the Nobility

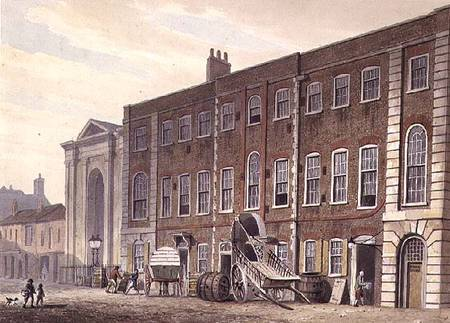
Das Lincoln’s Inn Fields Theatre, in dem die Nobility Opera erstmals spielte

Die Opera of the Nobility oder Nobility Opera (deutsch: Oper des Adels oder kurz: Adelsoper) war eine von 1733 bis 1737 existierende Operngesellschaft, die am 15. Juni 1733 von einer Gruppe adeliger Personen, angeführt vom Prince of Wales, gegründet wurde, um rivalisierend gegen die (zweite) Royal Academy of Music unter Leitung Georg Friedrich Händels anzutreten. Letztere erfuhr wiederum Unterstützung durch den Vater des Prinzen, König Georg II., und dessen Frau Caroline.

## Ursprung
Der Prince of Wales und die antideutsche Fraktion des englischen Adels, welche die Adelsoper unterstützte, versuchten gegen den deutschen Hof Fuß zu fassen, indem sie den Ausländer Händel angriffen. Dabei machten sie sich wenig Gedanken über das Paradox der Situation: Die nationalistische Fraktion kämpfte mit der Waffe der ausländischen italienischen Oper und rief zudem die Hilfe von Ausländern wie Johann Adolph Hasse, ähnlich Händel ein im Ausland (Italien) wirkender Deutscher, zu Hilfe.

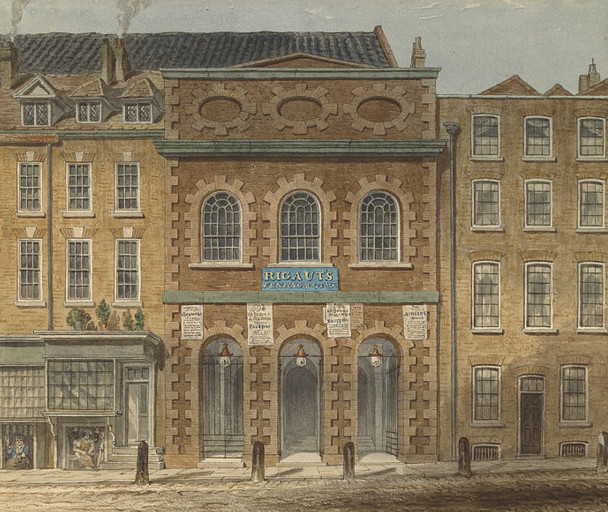
Die zweite Spielstätte der Adelsoper: Das King’s Theatre (Gemälde von William Capon, 1783)

Dem italienischen Komponisten Nicola Porpora wurde die Position des musikalischen Leiters angeboten. Der irische Kunsthändler und Impresario Owen Swiny sollte Talente aus Italien anwerben. Eine prominente Besetzung erwuchs der Adelsoper durch den Wechsel des populären Sängers Senesino, welcher im Streit mit Händel dessen Akademie verließ. Er brachte auch weitere Sänger Händels (Antonio Montagnana, Francesca Bertolli, Francesca Cuzzoni und Celeste Gismondi) dazu, mit ihm zur Adelsoper zu wechseln, weswegen sie hernach auch gelegentlich „Senesinos Oper“ genannt wurde.

## Wirken
Nachdem bekannt geworden war, dass Händels für die kommende Spielzeit geplante Oper Arianna in Creta auf der Bearbeitung eines Librettos von Pietro Pariati (Arianna e Teseo) basierte, das Porpora früher selbst bereits vertont hatte, dichtete Paolo Antonio Rolli sogleich eine Fortsetzung. Die neue Oper Arianna in Nasso eröffnete am 29. Dezember 1733 die Saison am Lincoln’s Inn Fields Theatre, vier Wochen bevor Händel am 26. Januar 1734 am King’s Theatre seine Arianna präsentieren konnte.
Dennoch bescherte dies der Spielzeit 1733/34 keinen Erfolg, obwohl gegen Ende der Saison noch der berühmte Kastratensänger Farinelli (für ein Pasticcio mit Teilen der Oper Artaserse von Hasse und Einschüben von Farinellis Bruder Riccardo Broschi) verpflichtet werden konnte und damit die Gesellschaft finanziell stützte.
Das in dieser Saison hierfür bespielte Lincoln’s Inn Fields Theatre wurde betrieben von John Rich, dem Erbauer des Theatre Royal in Covent Garden. Das Theatre Royal war nun ausgerechnet jenes Haus, in das Händel einzog, als er sein bisheriges Stammhaus, das King’s Theatre, aufgeben musste, da ein fünfjähriger Pachtvertrag zu Ende ging. Das King’s Theatre wiederum wurde ab 1734 von Johann Jacob Heidegger der Opera of the Nobility übergeben.
Da es in London aber keinen Markt für zwei konkurrierende Opernhäuser gab, kam es zu einem ruinösen Wettbewerb. Die beiden Opernunternehmen spalteten nicht nur das Londoner Opernpublikum in zwei Lager, sondern auch die königliche Familie. So protegierte der Prince of Wales Friedrich Ludwig von Hannover die Adelsoper. Händels Meisterschülerin Prinzessin Anne ergriff dagegen leidenschaftlich Partei für Händel.

## Niedergang
1736 wurde der Komponist Giovanni Battista Pescetti Nachfolger Porporas als musikalischer Leiter der Adelsoper. und produzierte hier vornehmlich Pasticcios (u. a. Sabrina, Arsace), aber ihr Niedergang war nicht mehr aufzuhalten. Händels Opernakademie erlitt zeitgleich ebenfalls Bankrott und markierte zudem das Ende seines Opernschaffens. Die Reste der beiden Kompanien vereinigten sich noch einmal für die Saison 1737/38 im King’s Theatre. 1741 gründete der Earl of Middlesex zusammen mit sieben anderen Adeligen eine zweite Opera of the Nobility, welche dann noch drei Jahre am King’s Theatre wirkte.